# Magomed Ramazánov
Magomed Eldárovich Ramazánov (en ruso: Магомед Эльдарович Рамазанов; Oktiabrskoye, 22 de mayo de 1993) es un deportista ruso de origen daguestano que compite por Bulgaria en lucha libre.
Participó en los Juegos Olímpicos de París 2024, obteniendo una medalla de oro en la categoría de 86 kg. Ganó dos medallas en el Campeonato Europeo de Lucha, en los años 2020 y 2025.

## Palmarés internacional
| Representando a Rusia    |                         |                  |           |
| Campeonato Europeo       |                         |                  |           |
| Año                      | Lugar                   | Medalla          | Categoría |
| 2020                     | Roma (Italia)           | Medalla de plata | 79 kg     |
| Representando a Bulgaria |                         |                  |           |
| Juegos Olímpicos         |                         |                  |           |
| Año                      | Lugar                   | Medalla          | Categoría |
| 2024                     | París (Francia)         | Medalla de oro   | 86 kg     |
| Campeonato Europeo       |                         |                  |           |
| Año                      | Lugar                   | Medalla          | Categoría |
| 2025                     | Bratislava (Eslovaquia) | Medalla de oro   | 86 kg     |